# سیسیلی‌ها (فیلم)
سیسیلی‌ها (به انگلیسی: The Sicilian) فیلمی محصول سال ۱۹۸۷ و به کارگردانی مایکل چیمینو است. در این فیلم بازیگرانی همچون کریستوفر لمبرت، ترنس استامپ، جاس آکلند، جان تورتورو، ریچارد بائر، باربارا سکووا، جولیا بوسکی، ری مک‌آنالی، بری میلر، آندراس کاتسولاس، مایکل وینکات، رامون بیری، الیور کاتن، جو رگالبوتو، ماسیمو سارکیه‌لی و آلدو ری ایفای نقش کرده‌اند.

## داستان
سالواتوره جولیانو، یاغی بدنام، به همراه گروه نامنظم چریک هایش تلاش کرد تا سیسیل اوایل دهه ۱۹۵۰ را از حاکمیت ایتالیا آزاد کند و آن را به ایالتی آمریکایی تبدیل نماید. جولیانو از زمینداران ثروتمند دزدی میکرد تا به دهقانان فقیر ببخشد، و آنها نیز او را منجی خود میدانستند. با افزایش محبوبیت او، غرورش نیز رشد کرد و سرانجام خود را فراتر از حامی قدرتمندش، رئیس مافیا دون مازینو کروچه، پنداشت. در مقابل، دون کروچه با متقاعد کردن پسرعمو و نزدیکترین مشاور جولیانو، گاسپاره "آسپانو" پیسیوتا، نقشه ترور او را میکشد.

## بازیگران و نقش‌ها
- کریستوفر لمبرت در نقش سالواتوره جولیانو  
- ترنس استامپ در نقش پرنس بورسا  
- جاس آکلند در نقش دن مازینو کروچه  
- جان تورتورو در نقش گاسپاره "آسپانو" پیسیوتا  
- باربارا سوکووا در نقش کامیللا، دوشس کروتونه  
- ریچارد باوئر در نقش هکتور آدونیس  
- جولیا بوشی در نقش جووانا فررا  
- ری مک آنلی در نقش ترزا  
- باری میلر در نقش دکتر ناتوره  
- آندریاس کاتسولاس در نقش پاساتمپو  
- مایکل وینکات در نقش گروهبان سیلوسترو کانیو  
- رامون بیری در نقش کوینتانا  
- الیور کاتن در نقش فرمانده روکوفینو  
- جو رگالباتو در نقش پدر دولدانا  
- ریچارد ونچر در نقش کاردینال پالرمو  
- آلدو ری در نقش دن سیانو بیساکوینو  
- دریک برانچ در نقش ترانووا  

## تولید فیلم
به دنبال موفقیت عظیم فیلم پدرخوانده، ماریو پوزو مبلغ ۱ میلیون دلار برای حقوق فیلم رمان سیسیلی دریافت کرد. دیوید بیگلمن، رئیس وقت شرکت گلادن انترتینمنت، مایکل چیمینو را به عنوان کارگردان انتخاب کرد. اگرچه رمان اصلی شامل شخصیت مایکل کورلئونه بود، اما به دلایل حقوقی، اجازه استفاده از این شخصیت در فیلم وجود نداشت. دستمزد چیمینو ۲.۵ میلیون دلار از بودجه ۸.۵ میلیون دلاری فیلم گزارش شده است.  
هنگامی که تهیه‌کننده بروس مکنال با چیمینو در لس‌آنجلس ملاقات کرد، چیمینو از فیلمنامه و دخالت‌های بیگلمن در انتخاب بازیگران شکایت کرد. چیمینو ابتدا می‌خواست دنیل دی-لوئیس را برای نقش جولیانو انتخاب کند، اما به دلیل عدم شهرت کافی او در آن زمان، نهایتاً کریستوفر لمبرت برای این نقش انتخاب شد. چیمینو بعدها از این انتخاب ابراز پشیمانی کرد و گفت: "او تمام تلاشش را کرد، گریه کرد، آسیب دید، اما نتوانست از پس آن برآید."  
بازنویسی فیلمنامه  
پس از دو جلسه ناامیدکننده با استیو شاگان، نویسنده فیلمنامه، چیمینو تغییرات گسترده‌ای در آن ایجاد کرد و از گور ویدال، رمان‌نویس مشهور، برای همکاری دعوت به عمل آورد. شاگان بعدها گفت: "چیمینو انتخاب کرد فیلمی که من نوشته‌ام را نسازد. او ایده‌های خودش را داشت."  
ویدال نیز ادعا کرد که چیمینو با فیلمنامه‌ای که خودش نوشته بود به خانه او در ایتالیا آمد. در نهایت، ویدال به دلیل عدم دریافت اعتبار نویسندگی، علیه شاگان و اتحادیه نویسندگان آمریکا شکایت کرد و برنده این پرونده شد.  
فیلمبرداری در سیسیل  
فیلم در بهار و تابستان ۱۹۸۶ در سیسیل فیلمبرداری شد. در اواخر آوریل، تولید با مشکلاتی مانند افزایش بودجه و تأخیر در برنامه‌ریزی مواجه شد. یکی از چالش‌های غیرمنتظره، دخالت برخی از افراد مافیا بود که کنترل برخی لوکیشن‌ها و کارگران اتحادیه را در دست داشتند. چیمینو پیشنهاد کرد که تهیه‌کنندگان با آن‌ها مذاکره کنند. در نهایت، با دادن نقش‌های کوچک و پرداخت دستمزد به برخی از آن‌ها، مشکل حل شد.  
آماده‌سازی بازیگران  
کریستوفر لمبرت و جان تورتورو برای آمادگی نقش‌هایشان، دو ماه و نیم قبل از فیلمبرداری به اسب‌سواری در سیسیل پرداختند. لمبرت در سال ۲۰۱۵ درباره رابطه‌اش با چیمینو گفت:  
"چیمینو احتمالاً بزرگترین کارگردان نسل خود بود، حتی از کوپولا و اسکورسیزی هم بالاتر، اما هوش و استعدادش بیش از حد بود. او معمار، نقاش، نویسنده و کارگردان بود. در صحنه از همه بهتر بود، اما نمی‌توانست وظایف را تفویض کند. این موضوع منجر به پارانویا و روش‌های عجیب کنترل او شد."  
پس از تولید  
چیمینو پس از پایان فیلمبرداری، نسخه اولیه‌ای با مدت زمان ۱۵۰ دقیقه ارائه کرد، در حالی که طبق قرارداد، فیلم نباید بیش از ۱۲۰ دقیقه می‌بود. وقتی فاکس از پذیرش نسخه طولانی امتناع کرد، چیمینو با عصبانیت گفت: "اگر کوتاه‌تر می‌خواهید، همین است!" و نسخه‌ای ۱۲۵ دقیقه‌ای ارائه داد که در آن تمام صحنه‌های اکشن حذف شده بودند! مثلاً به جای نشان دادن حمله به مراسم عروسی، فقط صحنه درمان مجروحان در بیمارستان باقی مانده بود.  
دعوای حقوقی  
تهیه‌کنندگان به داوری شکایت کردند. دینو دلاورنتیس، تهیه‌کننده قبلی چیمینو، به عنوان شاهد خبره حضور یافت و فاش کرد که قرارداد چیمینو در فیلم سال اژدها نیز شامل بند "قطع نهایی" نبوده، اما چیمینو این موضوع را پنهان کرده بود. قاضی به نفع تهیه‌کنندگان رای داد و در نهایت بیگلمن شخصاً فیلم را به ۱۱۵ دقیقه کوتاه کرد.  
نتیجه‌گیری  
فیلم سیسیلی با وجود چالش‌های تولید و اختلافات، در نهایت ساخته شد، اما به اندازه رمان پوزو موفق نبود. این پروژه نشان داد که حتی کارگردانان بزرگ مانند چیمینو نیز گاهی در دام کمال‌گرایی و کنترل بیش از حد گرفتار می‌شوند.

## اکران فیلم
شرکت فاکس در ۲۳ اکتبر ۱۹۸۷ فیلم "سیسیلی" را در 370 سالن سینما به نمایش گذاشت. این فیلم در جدول فروش هفتگی باکس آفیس در رتبه هفتم قرار گرفت و در هفته اول ۱٬۷۲۰٬۳۵۱ دلار فروش داشت که میانگین ۴٬۶۴۹ دلار به ازای هر سالن بود. در نهایت فروش داخلی فیلم به ۵٬۴۰۶٬۸۷۹ دلار رسید.
روزنامه لس آنجلس تایمز گزارش داد که این فیلم "سریعتر از جسدی که در تنگه مسینا انداخته شده در حال غرق شدن است" و اشاره کرد که اگرچه فیلم در ابتدا عملکرد خوبی داشت، اما "به محض اینکه تماشاگران واقعی بوی آن را حس کردند، همه چیز تمام شد."
به گفته مکنال، ضررهای فیلم "سیسیلی" با سود حاصل از فیلم دیگر شرکت گلادن در سال ۱۹۸۷ به نام "مانکن" جبران شد که برخلاف "سیسیلی" به یک موفقیت تجاری تبدیل شده بود.

## نسخه‌های فیلم
یک نسخه ۱۴۶ دقیقه‌ای با عنوان «کارگردانی شده» در فرانسه اکران شد که بر روی نوارهای ویدئویی (VHS)، دی‌وی‌دی و بلوری در آمریکا و همچنین به عنوان دی‌وی‌دی منطقه ۲ در اروپا در دسترس است.
این نسخه در ابتدای نمایش در پاریس با واکنش‌های متفاوتی روبرو شد. لئونارد مالتین به این نسخه دو ستاره از چهار ستاره داد و نوشت: «فیلم به لطف منسجم‌تر بودن و نقش پررنگ‌تر سوکووا، کوتاه‌تر به نظر می‌رسد. با این حال، هیچ یک از نسخه‌ها نتوانسته‌اند بر دو ضعف اصلی غلبه کنند: فقدان حس طنز در کار چیمینو و بازی به طرز مضحک خشک و بی‌احساس لمبرت.»
منتقد سینما اف. اکس. فینی (از دوستان نزدیک چیمینو) این نسخه از فیلم را ستود و در مقاله‌ای در ال.ای. ویکلی به مقایسه دو نسخه پرداخت. او اشاره کرد که نسخه فاکس «سه سکانس اصلی، چهار صحنه مهم و حدود ۱۰۰ دیالوگ» را حذف کرده است، بیان کرد که بازی لمبرت به دلیل دستکاری‌های استودیو خراب شده و صدای سوکووا در آن نسخه توسط بازیگر دیگری دوبله شده بود. فینی سپس «سیسیلی» را «یک شاهکار» و «اثری نبوغ‌آمیز» خواند و آن را بهترین فیلم سال ۱۹۸۷ اعلام کرد.
گور ویدال درباره نسخه اصلی گفت: «فیلم دوست‌داشتنی‌ای است. مشکلاتی دارد، اما هر فیلمی مشکلات خودش را دارد. قرار نبود واقع‌گرا باشد. قرار بود یک افسانه باشد، یک فانتزی درباره جولیانو... ما تصمیم گرفتیم واقع‌گرایی را به ایتالیایی‌ها واگذار کنیم. این کشور آنهاست، شخصیت آنهاست. ما می‌خواستیم چیزی افسانه‌ای خلق کنیم.»